# Раскол в христианстве

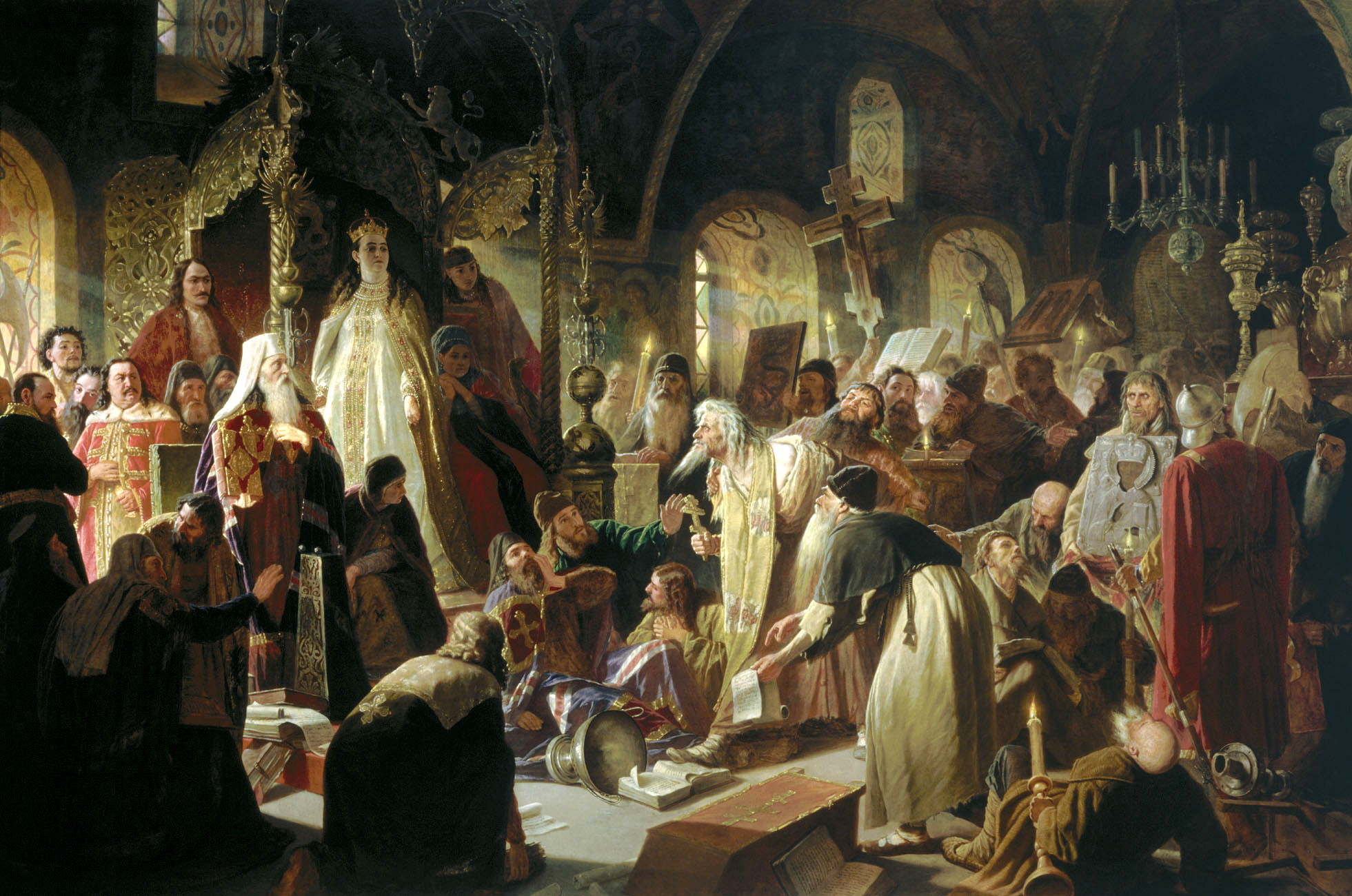
Василий Перов. Никита Пустосвят. Спор о вере. 1880—1881. («прения о вере» 5 июля 1682 года в Грановитой палате в присутствии Патриарха Иоакима и царевны Софьи)

Раскол в христианстве, церковный раскол, схизма (др.-греч. σχίσμα — «расщепление», «раскалывание») — разделение в христианской церковной организации, вызванное богословскими, каноническими, политическими и другими причинами. В христианском богословии понятие раскола включает в себя разрыв с кафолической Церковью митрополий, епархий, приходов, клириков, монахов или мирян, причиной которого явились разногласия не фундаментального догматического характера. Церковный раскол, как правило, характеризуется прекращением евхаристического общения между разделившимися сторонами. При этом стороны могут взаимно признавать законность иерархии и действительность таинств. Впервые в христианской традиции слово «схизма» («σχίσμα») встречается в Евангелии от Иоанна (Ин. 9:16; Ин. 10:19). В раннехристианской церкви началось формирование различения понятий «ересь» и «раскол». В церковном обиходе термин «ересь» имеет значение серьёзного противостояния, основанного на разногласиях по фундаментальным вопросам веры или морали, а термин «раскол», как правило, означает меньшую форму разобщённости, вызванную организационными или менее важными идеологическими разногласиями.

## Раскол в христианской церкви

### Определение раскола в христианстве
В христианском богословии концепция единства Церкви была разработана апостолами, святыми отцами и апологетами. Наибольший вклад в учение о церковном единстве внесён: апостолами Петром и Павлом, святыми отцами Игнатием Богоносцем, Иринеем Лионским, Киприаном Карфагенским, Василием Великим, Григорием Богословом, Иоанном Златоустом, Иоанном Дамаскиным. Христианская экклезиология настаивает на утверждении о том, что единство и Церковь являются синонимами, как писал Иоанн Златоуст: «имя Церкви есть имя не разделения, а единства и согласия». Согласно одному из величайших богословов и Отцов Церкви Василию Великому: церковный раскол — это разрыв единства по причине несогласия в понимании отдельных аспектов сложившейся церковной традиции, отразившейся в канонической практике. Священномученик Игнатий Богоносец особенно предостерегал христиан от грехов, которые могут способствовать церковным расколам.
В христианстве понятие раскола включает в себя разрыв с кафолической Церковью митрополий, епархий, приходов, клириков, монахов или мирян, причиной которого явились разногласия не фундаментального догматического характера. Российские религиоведы А. Н. Лещинский и А. К. Погасий среди причин церковных разделений выделяют: богословские, канонические, политические, экономические и причины, связанные с отдельными личностями. В истории христианской церкви зачастую расколы возникали по причине неканоничного провозглашения автокефалии, политического противостояния митрополии и кириархальной Церкви, вмешательства государства в церковную жизнь, несогласия части духовенства и мирян с церковными реформами, противоположного отношения к светским властям (конформизм и нонконформизм). Последствия расколов в истории Церкви были весьма различными. Н. А. Лещинский и К. А. Погасий выделяют три уровня церковных расколов: разделения, вызвавшие глобальные изменения в христианстве (примеры: раскол 1054 года, Реформация), юрисдикционные расколы внутри христианских конфессий (примеры: старостильники в православии, старокатолики в католицизме) и разделения внутри общин (пример: отделение харизматов от пятидесятников).

### Отношение к таинствам в расколе

#### Евхаристия
В христианстве евхаристическое богословие тесно связано с идеей единства Церкви. Следовательно с точки зрения Римско-католической, Православной и большинства Древних восточных церквей совместное участие в евхаристии между представителями различных христианских конфессий недопустимо. Святитель Кирилл Александрийский писал о том, что евхаристия может совершаться только в Церкви. Под Церковью святитель понимает сообщество верных, и непосредственно здания храмов, критикуя практику некоторых раскольничьих групп совершать евхаристию самочинно вне храма. Отождествление между таинствами (главным образом евхаристией) и экклезиологией побудила Римскую Конгрегацию пропаганды веры в 1729 году запретить общение в таинствах (лат. communicatio in sacris) католиков с «еретиками и схизматиками». После Второго Ватиканского собора, Католическая церковь в ряде случаев допускает причащение в католических храмах христиан, состоящих в не полном общении с Апостольским престолом. Также в декрете об экуменизме «Unitatis Redintegratio», принятом на том же Втором Ватиканском соборе признаётся евхаристия, совершаемая в Восточных церквях [Православных и  Древних восточных]: 

«Поскольку же эти Церкви, хотя и отделённые от нас, обладают истинными таинствами, особенно же — в силу Апостольского преемства — Священством и Евхаристией...».
Тем не менее традиционный запрет католикам причащаться с раскольниками был опубликован в энциклике «Ecclesia de Eucharistia» папы Иоанна Павла II (от 17 апреля 2003 года), посвящённой евхаристии. Подобное отношение к безблагодатности таинства евхаристии у раскольников, традиционно также и для Православной церкви. Патриарх Московский Сергий (Страгородский) писал:

«Двух, не сообщающихся между собою евхаристий, одинаково Христовых и одинаково истинных, быть не может, как не может быть двух Христов и двух Церквей».
В некоторых протестантских деноминациях распространён т. н. принцип «евхаристического гостеприимства» и разрешено причащение крещённых представителей иных христианских конфессий.

#### Крещение
С древних времён, несмотря на однозначное осуждение греха раскола, характерной практикой было признание причастности раскольнических сообществ к церковной природе. Некоторое отличие от общецерковного понимания вопроса о таинствах у раскольников демонстрирует позиция Киприана Карфагенского. Он был убеждён, что в расколе таинства отсутствовали: «[Крещение] одно, потому что Церковь одна и вне Церкви крещение невозможно». Противоположного мнения придерживался папа римский Стефан I, который писал: «много имя Христово содействует вере и святости крещения, так что кто крещён во Христа, тотчас получает и благодать Христову». В середине III века между Киприаном и Стефаном разгорелся спор о благодатности таинств и действительности крещения еретиков и раскольников. Святитель Василий Великий считал, что крещение в расколе может совершаться: «крещение раскольников, яко ещё не чуждых Церкви, приимати...» (Василия Вел. 1). Тем не менее святитель указывает ряд исключений такого признания и утверждает, что само таинство, совершаемое в расколе не имеет благодати Святого Духа:

«Ибо оскуднело преподаяние благодати, потому что пресеклось законное преемство. Ибо первые отступившие получили посвящение от отцов и, чрез возложение рук их, имели дарование духовное. Но отторженные, сделавшись мирянами, не имели власти ни крестить, ни рукополагать, и не могли преподать другим благодать Святого Духа, от которой сами отпали. Вот почему приходящих от них к Церкви, как крещённых мирянами, древние повелевали вновь очищать истинным церковным крещением. Но поскольку некоторым в Асии решительно угодно было, ради назидания многих, принять крещение их, то да будет оно приемлемо».
Таким образом Василий настаивает на повторном крещении при приёме раскольников, однако учитывая, что подобная строгость может оттолкнуть желающих вернуться в Церковь, ради церковного блага святитель допускает приём раскольников через миропомазание. Подобный подход в оценке крещения раскольников разделяли большинство Святых Отцов и Соборов.
Епископ Оптат Милевитанский (IV век) в своём трактате «Раскол донатистов» называл отпадение раскольников неполным, допускающим признание их таинств. Оптат приводил различия между еретиками и раскольниками: «еретикам, отверженным от истины, исказившим Символ веры, чужды церковные Таинства, но у схизматиков, сохранивших Символ, Таинства могут быть действительными». Блаженный Августин, разделявший мнение Киприана Карфагенского в оценке расколов, всё же считал возможным признание таинств в раскольничьих сообществах. Августин вводит понятие действительности (лат. effectus) таинств. В своём учении он утверждает, что таинства у раскольников присутствуют, однако не действенны. Данное учение о действенности и действительности крещения, которое никогда не было полностью принято на Востоке, впоследствии было развито латинскими богословами. Так, учитель Церкви Фабий Фульгенций признавал крещение вне границ Церкви, однако считал его бесполезным: «где бы ни принял кто-либо таинство святого Крещения во имя Отца, и Сына, и Святого Духа: или в кафолической Церкви, или в ереси, или в расколе, — он принимает таинство во всей полноте (integrum sacramentum). Но спасение, которое есть сила таинства (virtus sacramenti), он не получит, если он принял это таинство вне кафолической Церкви». Католический монах-правовед XII века Грациан, ссылаясь на многочисленные авторитетные высказывания, пишет о действительности любого крещения, совершаемого во имя Святой Троицы (в том числе и у раскольников) и о недопустимости его повторения. Шотландский схоласт Иоанн Дунс Скотт считал, что в случае смертельной опасности человек мог принять крещение от священника-схизматика. В ходе дискуссий на 7-й сессии Тридентского собора разгорелись споры вокруг традиционного учения Блаженного Августина о действительности таинств раскольников. В итоге 4-й канон «Декрета о таинствах» (лат. «Decretum de sacramentis»), принятый 3 марта 1547 года осуждал мнение о том, что крещение раскольников, совершённое по надлежащей форме и с надлежащей интенцией, не является действительным.
Официальная позиция Русской православной церкви по вопросу таинства крещения в раскольнических сообществах была выражена в «Основных принципах отношения к инославию», принятых на архиерейском соборе 2000 года:

«Православная Церковь устами святых отцов утверждает, что спасение может быть обретено лишь в Церкви Христовой. Но в то же время общины, отпавшие от единства с Православием, никогда не рассматривались как полностью лишённые благодати Божией. Разрыв церковного общения неизбежно приводит к повреждению благодатной жизни, но не всегда к полному её исчезновению в отделившихся общинах. Именно с этим связана практика приёма в Православную Церковь приходящих из инославных сообществ не только через Таинство Крещения. Несмотря на разрыв единения, остаётся некое неполное общение, служащее залогом возможности возвращения к единству в Церкви, в кафолическую полноту и единство».

#### Рукоположение
Правила I-го Вселенского собора оговаривают непризнание хиротоний, совершённых в расколе. Примером традиционного отрицания рукоположений, совершённых в расколе является послание папы римского Николая I, в котором тот отрицал законность хиротонии константинопольского патриарха Фотия, соборно отлучённым от Церкви архиепископом Григорием Асвестой во время фотиевой схизмы:

Итак, Фотий ничего не получил от Григория, кроме того, что [тот] имел; [тот] же ничего не имел, [поэтому] ничего не дал.
 Канонические правила Антиохийского собора 341 года устанавливают наказание в виде лишение сана священникам, которые уклонились в раскол. На протяжении истории церковная практика допускала как строгое следование этому правилу (лишение сана бывших иереев-раскольников), так и снисходительное отношение к священникам и епископам (принятие в сущем сане), возвращающихся из раскола. В частности о возможности принятия в сущем сане раскольников упоминают каноны (68-е (77-е) правило) Карфагенского собора 419 года и 1-е правило Василия Великого. Также в истории Церкви зачастую применялся индивидуальный подход при возвращении клириков из раскола. К примеру, отцы VII-го Вселенского собора принимали решение о возвращении в сущем сане иконоборческого епископата исходя из личной вины каждого епископа. После отмены Лионской унии в 1283 году новый патриарх Григорий II осудил все постановления патриарха-униата Иоанна XI как незаконные, однако оставил в силе рукоположения клириков, покаявшихся в принятии унии. В новейшее время примером индивидуального подхода в данном вопросе является решение Священного синода РПЦ (8—9 декабря 1943 года), которое не признавало все обновленческие рукоположения, совершённые после 15 апреля 1924 года (дата наложения канонического запрета на лидеров раскола). Однако данное решение допускало принятие в священных степенях обновленцев, которые будут способствовать уврачеванию раскола и вернуться в Церковь до Пасхи 1944 года. В октябре 2019 года Синодальная библейско-богословская комиссия РПЦ опубликовала документ о недействительности рукоположений в Православной церкви Украины.
В исторических христианских церквях сложилось различное отношение к признанию рукоположений в отделившихся конфессиях. Так, Католическая церковь признавая апостольское преемство и таинства в православных церквях, не признаёт англиканские рукоположения. Часть поместных православных церквей признаёт апостольское преемство и законность священнических хиротоний в Католической и Древних Восточных (нехалкидонских) церквях, однако единой точки зрения на иерархию и действительность католических таинств в Поместных православных церквях нет. Также в начале XX века часть православных церквей (Константинопольская, Иерусалимская, Александрийская, Румынская, Кипрская) признали действенность хиротоний в Англиканской церкви.

### Преодоление расколов и отношение к раскольникам

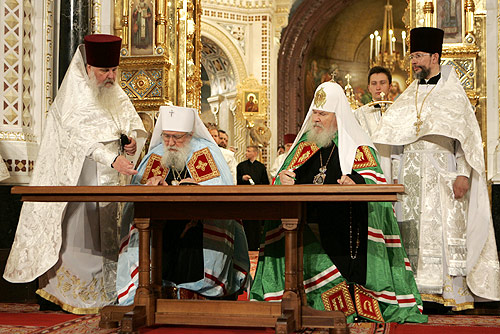
Торжественное подписание Акта о каноническом общении в храме Христа Спасителя, завершившего раскол между РПЦ и РПЦЗ. 17 мая 2007 года

В истории христианства преодоление церковных расколов зачастую являлось проблематичным процессом. Православный богослов Иоанн Мейендорф отмечал: «по всей истории христианства видно, что если уж расколы происходят — это надолго, их последствия трудно излечить». С раннехристианских времён сформировались способы преодоления (уврачевания) расколов: спор, полемика, диспут, епитимья, отлучение (от таинства евхаристии) и анафема. Поскольку преодоление расколов часто зависит от личностных отношений верных и раскольников, Церковь всегда уделяла этому вопросу особое внимание. Несмотря на однозначное осуждение раскола и канонический запрет на молитвенное общение со схизматиками, Церковь указывала на важность тактичности в личном общении с раскольниками. Епископ Оптат Милевитанский в IV веке указывал, что раскольников необходимо именовать «заблудшими братьями по вере». 66-й (77-й) канон Карфагенского собора 419 года говорит об отношении к раскольникам-донатистам:

По дознании и исследовании всего, пользе церковной споспешествовать могущего, по мановению и внушению Духа Божия, мы избрали за лучшее поступать с вышеупомянутыми людьми кротко и мирно, хотя они беспокойным своим разномыслием и весьма удаляются от единства Тела Господня.
Также примером снисходительного отношения к схизматикам может служить решение I-го Вселенского собора о принятии раскольников-новатиан через покаяние (хотя сами новатиане перекрещивали новообращённых). Комментируя церковную позицию по данному вопросу, русский церковный историк В. В. Болотов писал: «принимая новатиан <...> не через крещение, Церковь тем самым подчёркивала свою собственную снисходительность и ригористичную жёсткость сектантов, которые перекрещивали кафоликов».
Однако в Церкви существует и противоположное мнение об отношениях с раскольниками, основоположником которого является Киприан Карфагенский. В своих сочинениях Киприан утверждал, что добрые люди не могут отделиться от Церкви. Отделяющихся от Церкви он называет «волками, псами и змеями» и утверждает, что: «надо радоваться, когда люди, подобные им, отделяются от Церкви, чтобы своей свирепой и ядовитой заразой не погубили голубей и овец Христовых». Впоследствии, в истории Церкви, учинялись преследования раскольников, в которых зачастую принимали участие светские власти.
Многие церковные разделения, обусловленные не догматическими противоречиями имеют кратковременный характер. Как правило, при восстановлении евхаристического общения взаимные канонические санкции автоматически отменяются. В истории Церкви немало примеров восстановления былого единства и успешного преодоления схизм. Одним из примеров такого рода преодолений, могут служить многочисленные разделения и последующие перемирия между Римом и Константинополем в первом тысячелетии. Так например, противостояние константинопольских патриархов Фотия и Игнатия привело к вмешательству папства в данный спор, которое, в свою очередь, вызвало раскол между Константинопольской и Римской церквями. Данная схизма, продолжалась в 867, 881—886 годах и несмотря на взаимные анафемы, впоследствии стороны возобновили евхаристическое общение, предав забвению недавние прещения.

#### Экуменизм

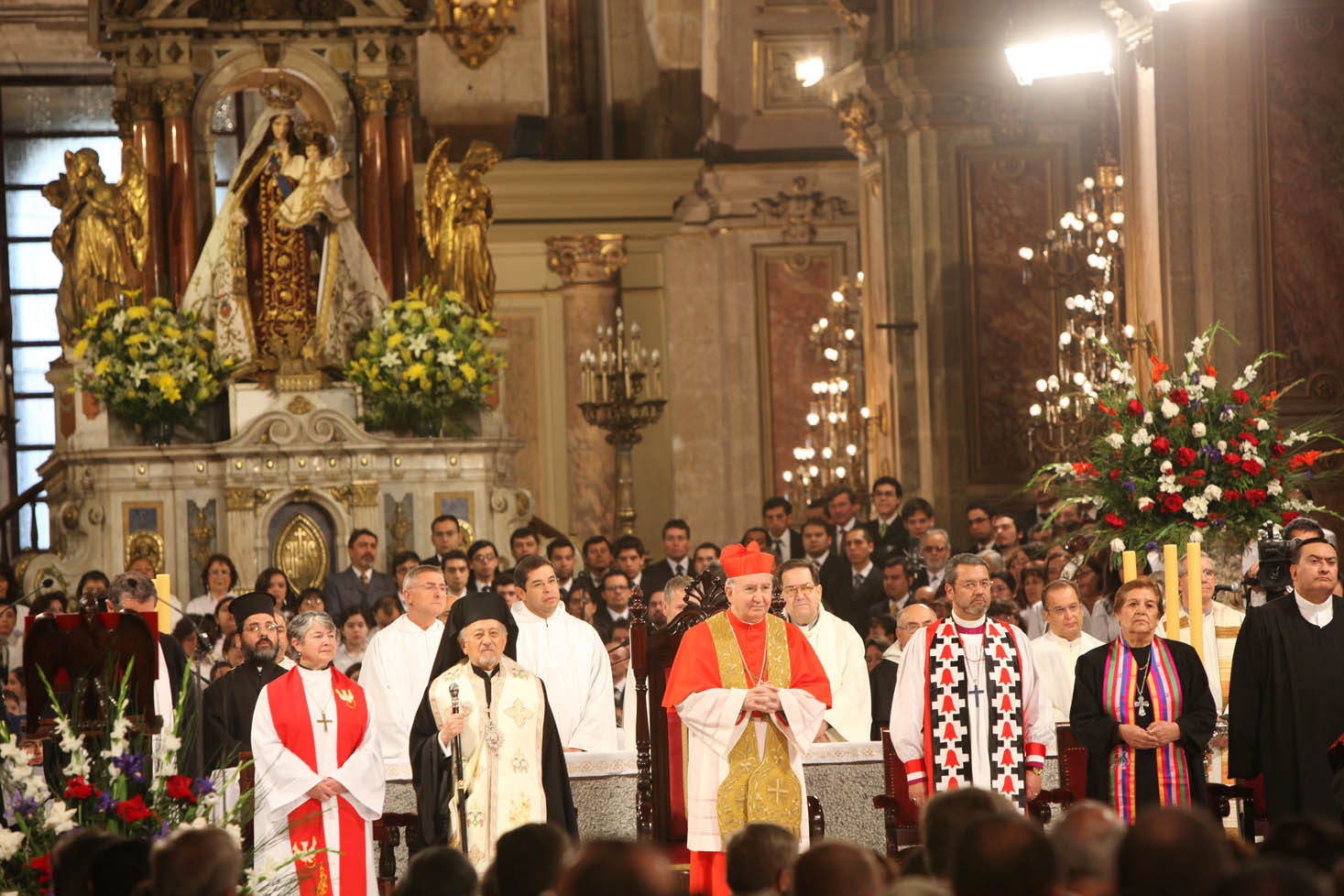
Христианское экуменическое мероприятие в Сантьяго (Чили), 2009 год

В начале XX века (Всемирная миссионерская конференция в Эдинбурге (1910)) зародилась идеология христианского экуменизма. Экуменическое движение направлено на активизацию межхристианских контактов и признание общности христиан несмотря на юрисдикционные разделения. Основной задачей экуменизма является единение христианских церквей. Идеология экуменизма принципиально отказывается от употребления термина «раскол» по отношению к различным христианским конфессиям, а методологией экуменизма является «единство в многообразии». Экуменическая деятельность осуществляется межконфессиональными организациями: Всемирным советом церквей (ВСЦ), Конференцией европейских церквей, Ближневосточным советом церквей и другими.
В экуменическом движении активно участвуют многочисленные протестантские деноминации, нехалкидонские церкви, православные церкви и с 1960-х годов Католическая церковь. В ходе проведения Второго Ватиканского собора Католической церкви был принят декрет «Unitatis Redintegratio», посвящённый экуменической деятельности. Наибольшего развития католический экуменизм достиг в период понтификата Иоанна Павла II, который выпустил первую в истории папскую энциклику о экуменизме — «Ut Unum Sint» (1995). При этом существует значительное антиэкуменическое движение, особенно в Поместных православных церквях. Данное движение привело к критике священноначалия православных церквей в 1990-х годы. Следствием этой критики стал выход в 1998 году из ВСЦ Грузинской и Болгарской православных церквей.

## Раскол в ранней Церкви

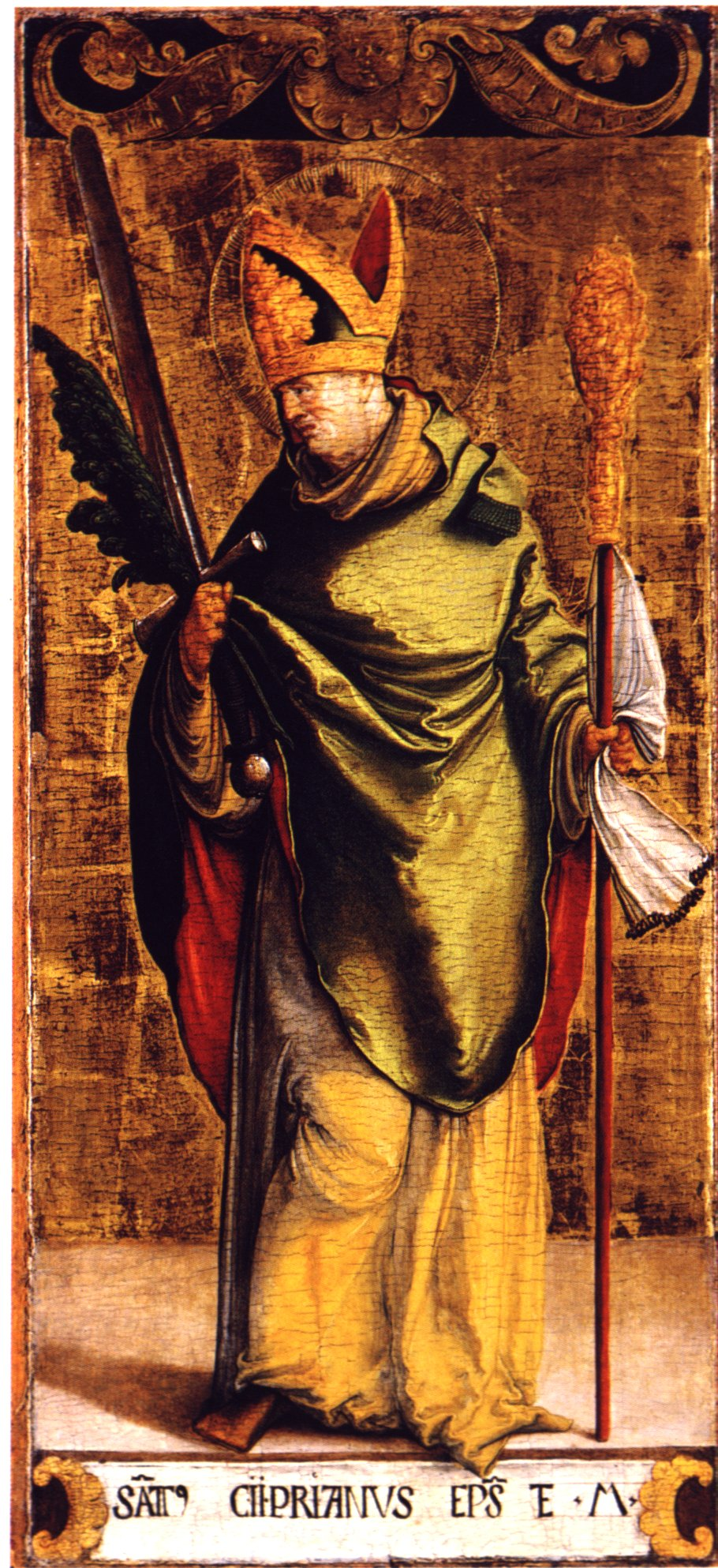
Киприан Карфагенский (III век) автор концепции „вне Церкви нет спасения“ и сторонник акривии в отношении признания благодатности таинств раскольников

С ранних времён существования христианства между членами Церкви возникали многочисленные споры. Раскольнические сообщества, отделившиеся от кафолической церкви появились ещё в доникейскую эпоху. Оценка расколов в ранней Церкви не была единой. При этом, теме церковных разделений богословы Запада уделяли гораздо бо́льшее внимание, нежели на Востоке. В творениях Святых Отцов высказывались противоположные мнения относительно благодатности и действительности таинств раскольников. В древней Церкви раскол не уравнивался с ересями (разделениями по догматическим причинам). В отличие от ересей, зачастую расколы происходили по церковно-административным причинам. В то же время, при наличии чёткого разделения понятий «ересь» и «раскол» в раннехристианский период и в Византии всё же существовала некая степень отождествления данных терминов. Так, например, в правилах Лаодикийского собора (360) раскольники-новатиане названы еретиками. Наиболее жёсткое отношение к расколу и благодатности таинств схизматиков было выражено в «Книге о единстве Церкви» христианского богослова Киприана Карфагенского, который сформировал концепцию о том, что вне Церкви нет спасения (лат. „salus extra Ecclesiam non est“). В частности, Киприан высказал мнение, что грех раскола не может быть заглажен даже фактом мученичества: 

«Какой же мир обещают себе враги братьев? Какие жертвы думают приносить завистники священников? Неужели, собираясь, они думают, что и Христос находится с ними, когда они собираются вне Церкви Христовой? Да хотя бы таковые претерпели и смерть за исповедание имени, — пятно их не омоется и самой кровью».
Концепция Киприана Карфагенского, в то же время, не различает понятие раскола и ереси, а также не указывает какие разделения в Церкви подлежат столь строгому отношению. Постепенная дифференциация расколов привела к появлению различных степеней оценки серьёзности разделения. Традиционная христианская типология церковных разделений была разработана Василием Великим в послании к Амфилохию Иконийскому (1-е правило Василия Великого). Василий Великий выделяет три категории разделений: ереси, расколы и самочинные сборища. В качестве примера раскола Василий приводит движение новатиан, выступавших за строгое отношение к христианам, отрёкшихся в ходе гонений. В соответствии с данной типологией и степенью отдалённости отпавших, Василий Великий приводит различные практики приёма возвращающихся в Церковь: через крещение, через миропомазание или через покаяние.

Христологические споры, способствовавшие разделению христианского мира на три обширные группы в V веке

В своём «Слове об Афанасии Великом» Григорий Богослов говорит о том, что часто разделения в Церкви происходят из-за недопонимания иерархов и богословов, а также, что не все кто покидает Церковь являются еретиками:

«...от нас отделяются не только нечестивые, но и самые благочестивые, причём не только из-за догматов незначительных, которыми можно и пренебречь... но даже из-за выражений, имеющих один и тот же смысл».
По мнению святителя Григория богословские термины, характерные для определённой традиции, при переводе на другой язык могли восприниматься как еретические, что способствовало разрыву церковного общения. При более детальном исследовании догматов становилось очевидным, что основания для раскола отсутствуют и евхаристическое общение восстанавливалось. Примером данной ситуации может служить разрыв между Антиохийской и Александрийской церквами на почве христологических разногласий в 431 году и их примирение в 433 году.
Расколы в раннехристианский период происходили по вопросам церковной дисциплины и несогласия части верующих и клириков с общей политикой, принятой в отдельной поместной церкви. В некоторых случаях, со временем расколообразующий конфликт из дисциплинарного становился догматическим. Примером таких расколов являются новатианский раскол в Римской церкви (середина III века), донатистский раскол в Карфагенской церкви (начало IV века) и мелитианский раскол в Александрийской церкви (начало IV века). Христианская церковь первого тысячелетия именуется «неразделённой», однако до Великой схизмы 1054 года в ней происходили крупные расколы (несторианский, монофизитский и другие). Рецепция Вселенских соборов V века (Эфесский, Халкидонский) привела к расколам и появлению трёх частей христианства: доэфесская церковь (Церковь Востока), дохалкидонские церкви и халкидонские церкви. Церковные разделения последовали и внутри трёх образовавшихся ветвей. К примеру, в халкидонской церкви (церковь Византийской империи), с IV по VIII века Римский и Константинопольский престолы находились в расколе по отношению друг к другу в общей сложности 203 года: по вопросу Афанасия Великого и арианства, от Сардикийского собора 343 года до патриаршества Иоанна Златоуста (398 год) — 55 лет, по вопросу осуждения Иоанна Златоуста (404—415) — 11 лет, акакианский раскол (484—519) — 35 лет, монофелитский раскол (640—681) — 41 год, по вопросу иконоборчества (726—787) — 61 год. Церковные расколы привели к тому, что, к примеру, в настоящее время шесть различных поместных церквей (патриархатов) связывают свою идентификацию и происхождение с единой нераздельной церковью Антиохии: Антиохийская (православная), Сирийская («монофизитская»), Ассирийская («несторианская)», Сирийская (восточнокатолическая), Маронитская (восточнокатолическая) и Мелькитская (восточнокатолическая).
Церковные разделения также происходили по причине обвинения противоположной стороны в молитвенном общении с еретиками или раскольниками. Так, в середине XII века одним из упрёков со стороны греков в адрес Римской церкви было участие «латинян» в общей молитве и причащении с «еретиками-армянами», а православный антиохийский патриарх Арсений (1284—1290) был вычеркнут из диптихов Константинопольской православной церкви, после слухов о его церковном общении с представителями Армянской церкви.

### Великая схизма между западным и восточным христианством
Противоречия между восточной и западной христианскими церквами, накапливавшиеся веками, привели в 1054 году к Великому расколу, закреплённому взаимными анафемами. Причиной разрыва стало обострение политических, межцерковных, культурных и этнических противоречий. На начальном этапе разделения различные экклезиологические взгляды не порождали обвинений в еретичности противоположной стороны. Однако раскол между византийской церковью и Римским престолом привёл к появлению всё большего числа различий во всех сферах церковной жизни. В XI веке Католическая церковь ввела Филиокве в Символ Веры. Данная вставка касалась догмата о Троице и говорила об исхождении Святого Духа не только от Бога Отца, но «от Отца и Сына». Православные обвиняли западных христиан в нарушении 7-го канона Третьего Вселенского собора, а также не могли согласиться с католическим взглядом на роль папы римского в Церкви. В конце XII — начале XIII века произошли исторические события, укрепившие раскол: латинская резня в Константинополе (1182), назначение латинских иерархов в Иерусалим, Антиохию, а после штурма крестоносцами и в Константинополь (1204), образование Латинской империи и изгнание православных в Никею. В дальнейшем в Римско-католической церкви были провозглашены догматы о вероучительной непогрешимости Римского понтифика, непорочном зачатии Девы Марии и Её взятии в небесную славу с душой и телом, что значительно отдалило вероучение Католической церкви от Православной.

## Раскол в Католической церкви

### Отношение к расколам в католицизме

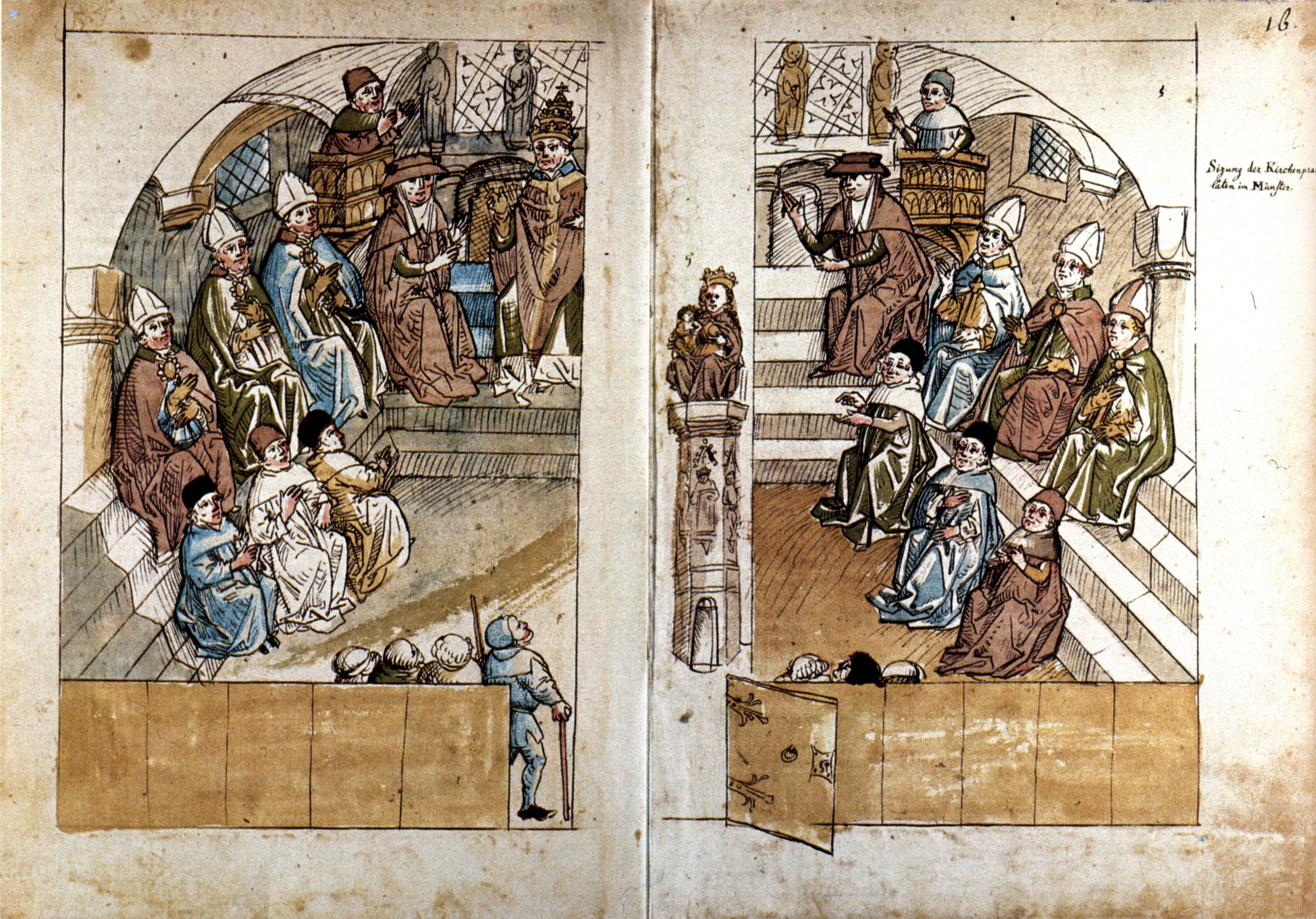
Заседание в ходе Констанцского собора (1414—1418), сыгравшего решающую роль в преодолении „Великого раскола“ в Католической церкви

В соответствии с каноническим правом Римско-католической церкви (канон № 751): «раскольник — это крещённый человек, который называя себя христианином, отказывается признавать власть римского папы и не вступает в общение с членами Церкви». Средневековое католическое богословие предполагало обязательным критерием спасения членство в Римской церкви, возглавляемой римским понтификом. В католическом учении сотериологические границы полностью совпадали с юрисдикционными границами Римской церкви. В латинском богословии признание таинств раскольников основывалось не на экклезиологическом признании церковных структур, не подчиняющихся Римскому престолу, а на учении Блаженного Августина о значимости самих таинств при условии их правильного совершения. Формулировка «вне Церкви нет спасения» означала, что для схизматиков, находящихся вне Католической церкви спасение невозможно. Данное утверждение чётко и однозначно было изложено в булле папы Бонифация VIII «Unam Sanctam» (1302):

«...эта Церковь, одна и единственная, имеет лишь одно Тело, одну Главу… это Христос и Пётр, наместник Христа (Christi vicarius), а также преемники Петра, согласно тому, что Господь сказал самому Петру: «Паси овец Моих» (Ин. 21:17). Он говорит «Моих» вообще, не имея в виду тех или иных в частности; это подразумевает, что все они были поручены Ему. Если, следовательно, греки или кто-либо ещё говорят, что они не были поручены Петру и его преемникам, они должны признать, что не являются овцами Христовыми, частью Его стада…».
Булла «Cantate Domino» (1442) папы Евгения IV утверждает, что спасение невозможно вне границ Римско-католической церкви: «[Святая Римская Церковь], основанная словом Господа нашего и Спасителя] твёрдо верит, исповедует и провозглашает, что никто вне Католической Церкви — ни язычник, ни иудей, ни неверующий, ни раскольник, — не наследует вечной жизни, скорее, он попадёт в огонь вечный, уготованный дьяволу и ангелам его, если он не присоединится к ней (Церкви) перед смертью».
В 1729 году Римская Конгрегация пропаганды веры запретила молитвенное и богослужебное общение с «еретиками и схизматиками». Данное решение фактически подставило под сомнение законность совершения таинств в расколе. Такого рода представление о церковных сообществах, не состоящих в общении с Апостольским престолом оставалось неизменным до середины XX века. В догматической конституции «Lumen Gentium», принятой на Втором Ватиканском соборе (1962—1965) допускается существование «элементов церкви» (лат. elementa Ecclesiae) вне Католической церкви. В 14-й статье декрета «Unitatis Redintegratio», принятого на том же Втором Ватиканском соборе говорится о причинах расколов в Церкви:

«Наследие, переданное апостолами, было принято в различных формах и многообразно, и уже с первоначальных времён существования Церкви в разных местах его развивали по-разному вследствие разнообразия дарований того или иного народа, а также условий его жизни. Всё это, вместе с внешними причинами и по нехватке взаимопонимания и любви дало повод к разделению».

### Типы церковных разделений в католицизме
Великая схизма в Католической церкви (1378—1417) произошла после смерти папы Григория XI в связи с борьбой за папский престол. В 1378 году конклав в Риме выбрал папой Урбана VI, который проводил проитальянскую политику и не пользовался поддержкой большинства кардиналов. В конце 1378 года кардиналы, собравшись в городе Фонди избрали антипапу Климента VII, резиденция которого находилась в Авиньоне. Таким образом в Европе появились 2 папы, которые предали друг друга анафеме, при этом каждый настаивал исключительно на своей законности. Европейские государства поддерживали одного из пап в соответствии с собственными политическими интересами. Так, до 1409 года папу Урбана VI и его преемников (Бонифация IX (1389—1404), Иннокентия VII (1404—1406) и Григория XII (1406—1415)) поддерживали Священная Римская империя, княжества северной и центральной Италии, Польша, Скандинавия, Венгрия, Англия, Фландрия. Правители Франции, Сицилии, Шотландии и государств Пиренейского полуострова поддерживали антипапу Климента VII и его преемника (Бенедикта XIII (1394—1423)). Попытки преодоления раскола в ходе Пизанского собора привели к избранию третьего папы — Александра V (1409—1410). Окончательное преодоление раскола в Католической церкви произошло на Констанцском соборе (1414—1418), который избрал общепризнанного папу Мартина V. Успех преодоления схизмы является результатом компромисса между сторонниками идей концилиаризма и сторонниками абсолютной папской власти.
Политические причины зачастую играют ключевую роль в разделениях внутри Католической церкви. Так, в начале XX века отделившаяся от Ватикана Чехословацкая гуситская церковь изначально подчёркивала свой национальный характер и обосновывала своё существование национальными потребностями «чехословацкого народа». В Католической церкви расколы происходят также из-за непринятия части священства и мирян церковных реформ и решений церковных соборов. Среди примеров подобных схизм: старокатолическое движение, отвергнувшее решения Первого Ватиканского собора (1869—1870), а также последователи, отлучённого от Церкви архиепископа Марселя Лефевра, отвергающие решения Второго Ватиканского собора. С точки зрения Ватикана расколом также является движение седевакантистов, отрицающих законность римских пап и священнических рукоположений после Второго Ватиканского собора.

### Преодоление раскола в католицизме
Разделения в Католической церкви XVI века, произошедшие в Европе, в ходе Реформации, Римский престол пытался преодолеть с помощью масштабных реформ. Меры по реформированию и реорганизации структуры и институтов Римско-католической церкви получили название Контрреформации. Несмотря на её частичный успех и возврат под власть Рима некоторых областей, полностью преодолеть последствия раскола и ликвидировать протестантизм, папству не удалось. 

#### Униатство

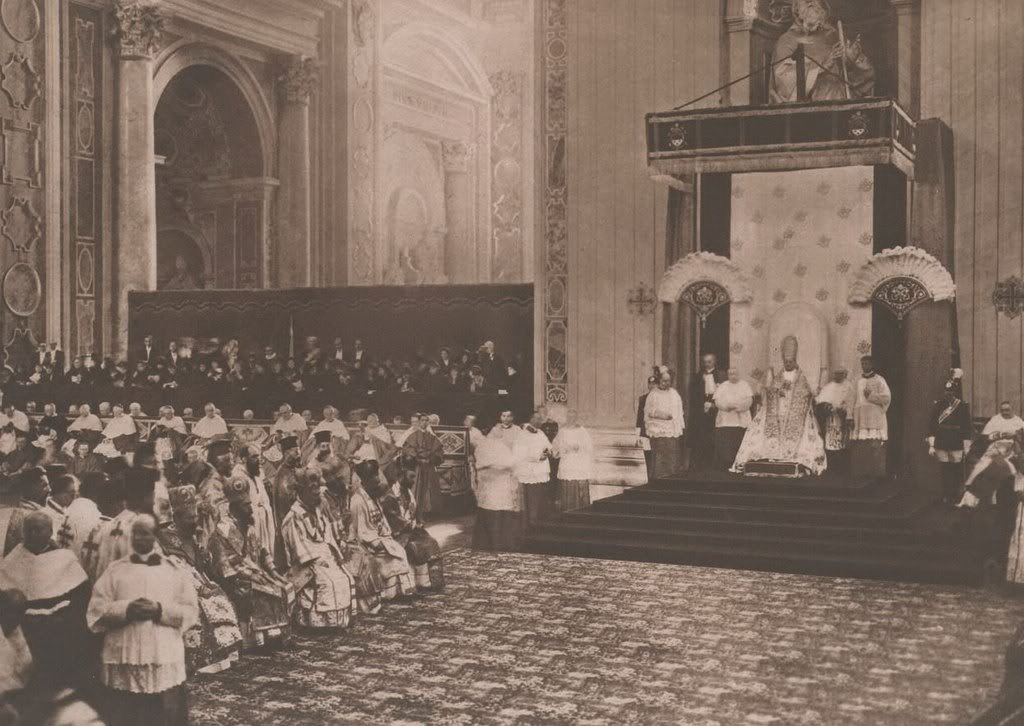
Папа Пий XI и восточнокатолические епископы

В истории Католической церкви предпринимались многочисленные попытки искоренить последствия «великого раскола» с восточным христианством. После 1054 года Римская церковь сформировала свой взгляд на восточных христиан как на раскольников, отделившихся от истинной церкви. В католицизме главными направлениями деятельности по преодолению раскола с православными церквями стал прозелитизм и идеология унии. Римским престолом активно использовались политические, социальные и экономические ресурсы для обращения восточных христиан в католицизм. Униональная политика предусматривала воссоединение православных с Римским престолом на условиях признания католических догматов и власти римского папы. Попытки заключить унию с Православной церковью на Втором Лионском соборе (1274) окончились неудачей. Ферраро-Флорентийский собор (1438—1445) на котором обсуждались богословские расхождения между Западом и Востоком (католическое и православное понимание первенства папы, Филиокве, использование квасного и пресного хлеба в евхаристии и католическое учение о чистилище) также не достиг цели воссоединения Церквей. Несмотря на неудачу Флорентийской унии, после Тридентского собора и в ходе Реформации идеология римского униатизма получила новый импульс с целью вернуть утраченные Католической церковью позиции в Европе, за счёт «схизматиков» на Востоке. Следствием этой политики Римского престола стало образование многочисленных восточнокатолических церквей. С 1570-х годов, после начала контрреформации миссионерская деятельность монашеских орденов (иезуитов, францисканцев, доминиканцев, капуцинов) Католической церкви на Востоке активизировалась.
В XVIII веке в католицизме наметилось изменение в понимании раскола, которое привело к окончательному переходу от идеологии унионизма к экуменизму во время Второго Ватиканского собора (1962—1965). В июне 1990 года на шестом заседании Смешанной богословской комиссии в рамках православно-католического богословского диалога во Фрайзинге (ФРГ) обе стороны дали негативную оценку униатству:

«Уния как метод там, где она применялась, не служила целям сближения Церквей. Напротив, она вызвала новые разделения. Создавшееся, таким образом, положение явилось поводом для столкновений и несчастий, которые запечатлелись в исторической памяти обеих Церквей. Кроме того, и экклезиологические мотивы побуждают искать иных путей»<...> «Выражение «униатство» здесь означает попытку осуществить единство церкви путём отделения общин или православных верующих от Православной церкви, не думая о том, что, согласно экклезиологии, Православная церковь является церковью-сестрой, которая сама предлагает средства милости и спасения. В этом смысле и в соответствии с предложенным подкомиссией в Вене документом мы отрицаем «униатство» как путь к единству, потому что он противоречит общей традиции наших церквей».
По мнению православной стороны, униатство «стало плодом силы и политического компромисса, а не согласия и выбора свободной воли», и на долгие годы стало главным фактором, мешающим развитию православно-католических отношений. С подобной оценкой униатства не согласны представители Восточнокатолических церквей. Апостольский администратор для греко-католиков Румынии епископ Георгий Гуциу в 1994 году в письме к папе Иоанну Павлу II раскритиковал соглашения по вопросам униатства, а в 2016 году епископ УГКЦ Венедикт (Алексейчук) заявил: «экуменические встречи не дают результата, а уния существует уже 400 лет и за это время никто так и не предложил другую модель единства».

## Раскол в Православной церкви

### Отношение к расколам в православии

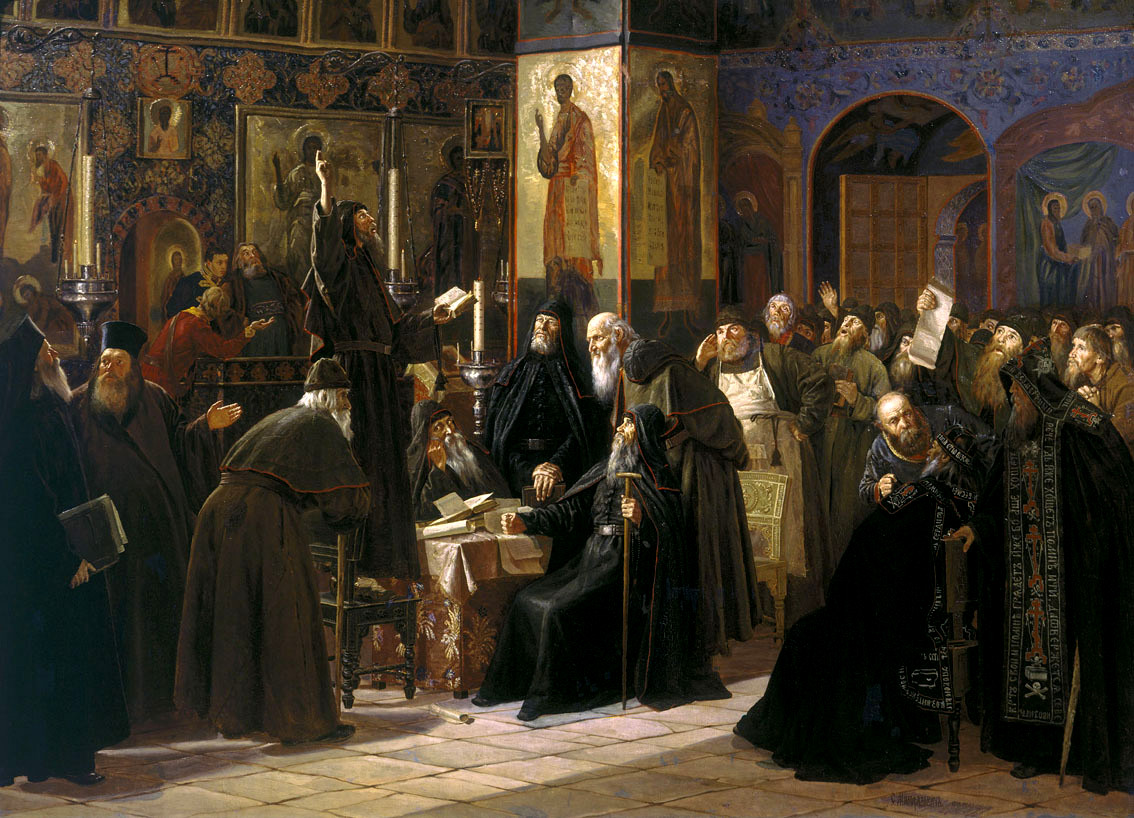
Чёрный собор. Восстание соловецкого монастыря против новопечатных книг в 1666 году (С. Д. Милорадович, 1885 год)

Православная церковь всегда отождествляла себя с Единой, Святой, Соборной и Апостольской Церковью Символа веры, воспринимая другие христианские конфессии как отпавшие от единства. Учение Православной церкви о единстве Церкви и расколах было сформулировано в эпоху Вселенских соборов, однако во втором тысячелетии великий раскол XI века и Реформация потребовали формулирования отношения Православной церкви к католицизму и протестантизму. Одновременно с убеждением в собственной экклезиологической и сотериологической исключительности, в практике православных церквей не редко применялся принцип снисхождения к раскольническим сообществам. По возникшему вопросу о практике приёма католиков в лоно Православной церкви имелись различные мнения (через покаяние, миропомазание, крещение). В 1484 году Константинопольский поместный собор урегулировал данный вопрос, постановив принимать католиков через миропомазание. В середине XVIII века с целью сдержать влияние католических миссионеров-иезуитов на Востоке, греческие православные церкви на Константинопольском соборе 1756 года приняли решение о перекрещивании католиков. Несмотря на это решение, в Русской церкви новообращённых из числа бывших католиков продолжали принимать через таинство покаяния.
В истории Русской церкви подход к оценке и анафематствованию раскольников был осторожным. В 1620 году собор Русской церкви принял решение об обязательном повторном крещении, переходящих в Православную церковь католиков, униатов и протестантов. По мнению исследователя А. В. Слесарева данное решение было продиктовано скорее не богословскими, а политическими причинами (желанием России дистанцироваться от влияния Речи Посполитой). В 1656 году на Московском соборе было принято решение о возврате к прежней практике, предполагающей возможную действительность таинства крещения у инославных. На этом настаивал патриарх Антиохийский Макарий III, отстаивая точку зрения о недопустимости повторного крещения латинян, он писал в 1657 году: «мы признаём их священство и никогда не хиротонисали вновь латинских священников при обращении их в православие, также должны признавать и их крещение. Они только схизматики, а схизма не творит человека неверным и некрещёным, а творит только отлучённым от Церкви». Нередко население западных областей Российского государства массово уклонялось в католицизм и протестантизм, однако Русская церковь никогда не провозглашала им анафему за отступничество.
Вместе с тем в ходе раскола Русской церкви (XVII век) имели место многочисленные факты преследований старообрядцев, не принявших церковные реформы патриарха Никона. Московский собор 1656 года предал анафеме всех, совершающих крестное знамение двумя перстами как «еретиков», а собор 1666—1667 годов подверг анафеме сами «старые обряды». В 1971 году РПЦ отменила данную анафему старообрядцев, а на архиерейском соборе 2000 года в РПЦЗ было принято покаяние перед старообрядцами. В новейшее время Русская православная церковь в документе «Основные принципы отношения к инославию» (2000) утверждает, что церковное положение отделившихся не поддаётся однозначному определению, указывает на дифференцирование отделений и даёт оценку пагубности расколов:

«Существование различных чиноприёмов (через Крещение, через Миропомазание, через Покаяние) показывает, что Православная Церковь подходит к инославным конфессиям дифференцированно. Критерием является степень сохранности веры и строя Церкви и норм духовной христианской жизни. Но, устанавливая различные чиноприёмы, Православная Церковь не выносит суда о мере сохранности или повреждённости благодатной жизни в инославии, считая это тайной Промысла и суда Божия <...> Вследствие нарушения заповеди о единстве, вызвавшего историческую трагедию схизмы, разделившиеся христиане, вместо того, чтобы быть примером единства в любви по образу Пресвятой Троицы, стали источником соблазна. Разделенность христиан явилась открытой и кровоточащей раной на Теле Христовом. Трагедия разделений стала серьёзным видимым искажением христианского универсализма, препятствием в деле свидетельства миру о Христе. Ибо действенность этого свидетельства Церкви Христовой в немалой степени зависит от воплощения проповедуемых ею истин в жизни и практике христианских общин».

### Типы церковных разделений в православии
В истории Православной церкви неоднократно возникали схизмы из-за неканоничного провозглашения автокефалии. Наиболее масштабными расколами при неканоничном провозглашении и восстановлении автокефалии являются: раскол Византийской церкви с Болгарской церковью (866—932) и Сербской церковью (1346—1374) после провозглашения автокефалии без согласования с Константинополем, схизма между Константинопольской церковью и церковью Греческого королевства (1833—1850), разрыв Константинополя с Болгарской церковью, после восстановления автокефалии последней (1872—1945), раскол, вызванный самовольным провозглашением автокефалии Македонской церкви от Сербской православной церкви в 1967 году, прекращение евхаристического общения Русской православной церковью с Константинопольским патриархатом (с 2018 года) по причине предоставления автокефалии Православной церкви Украины.
Церковные расколы по политическим причинам также неоднократно возникали в православных церквях. Примерами схизм по причине различного отношения к государству и светской власти являются арсенитский раскол в Византии (1261—1310), обновленческий раскол в РПЦ (с 1922 по 1940-е годы), а также противостояние патриарха Болгарского Максима и неканоничного синода (с 1992 года). Примером раскола епархий с кириархальной церковью по политическим причинам, является отделение Американско-Канадской епархии от Сербской православной церкви (1963—1992). Примерами расколов, вызванных прямым вмешательством политических сил в церковные дела или полностью инициированными государством являются григорианский раскол в РПЦ (1925—1940-е годы) и создание режимом усташей в Хорватии неканоничной Хорватской православной церкви (1942—1945). Значительную опасность для единства православных церквей представляют церковные реформы. Как правило, в данном случае раскольничьи группы радикальны и бескомпромиссны (см. Массовые самоубийства в старообрядчестве), а попытки преодоления схизмы и поиски компромисса, успеха не имеют. Примерами крупных расколов по причине несогласия с реформированием православной традиции являются: старообрядческий раскол в Русской церкви (с XVII века), старостильные расколы в Поместных православных церквях (Греции, Румынии и др.) в XX веке. Некоторые схизмы связаны с раскольнической деятельностью отдельных иерархов. Так например, бывшие священнослужители РПЦ Валентин (Русанцов) и Диомид (Дзюбан) были запрещены в служении, однако основали собственные раскольнические структуры. В Русской православной церкви также получили распространение т. н. «истинно-православные» раскольничьи группы, в которых псевдоправославные религиозные идеи, выдвигаются как подлинное православное религиозное вероучение. К данным воззрениям относятся идеи эсхатологического характера, учение о царе-искупителе, отрицание ИНН, паспортов нового образца и осуждение «ереси экуменизма».

### Преодоление раскола в православии
В новейшее время основным инструментом преодоления церковных разделений в православных церквях стал диалог. Так, в 1999 году в РПЦ была создана структура по диалогу со старообрядцами. При этом, консервативное крыло Русской православной старообрядческой церкви весьма настороженно относится к диалогу с РПЦ, что угрожает расколом внутри старообрядцев. Таким образом, перспективы уврачевания раскола в рамках диалога между Патриаршей церковью и старообрядцами остаются неясными. Примером успешного преодоления церковного раскола в ходе двустороннего диалога являются переговоры, завершившие раскол между Московской патриархией и Зарубежной церковью (1927—2007). При преодолении расколов в православных странах, государство может активно вмешиваться в данный процесс, преследуя как последователей раскольнических структур, так и последователей канонических юрисдикций. Так, к примеру, в 2004 году в Македонии полицией был арестован бывший митрополит МПЦ Иоанн (Вранишковский), откликнувшийся в 2002 году на призыв сербского патриарха Павла, вернуться в каноничную Сербскую православную церковь. Митрополиту Иоанну было предъявлено обвинение в том, что «совершая литургию, он выполнял дело подстрекательства национальной, расовой и религиозной розни». При этом на верующих каноничной Охридской архиепископии оказывалось давление с целью перехода в Македонскую церковь, при этом верующим пришлось уходить в подполье и совершать богослужения в частных домах.
В соответствии с каноническими правилами Православной церкви воссоединение раскольников происходит по третьему чину (через покаяние). При условии утраты раскольническим сообществом законного преемства рукоположений, над бывшими раскольниками дополнительно проводится таинство миропомазания. К примеру, подобный принцип применяется к присоединяющимся к Русской православной церкви последователям старообрядческого раскола. Несмотря на распространённость вышеуказанной установившейся практики, в истории Православной церкви существовали и более строгие оценки схизматических групп и соответственно иной чиноприём бывших схизматиков. Комментируя, сложившуюся практику чиноприёмов в Православной церкви и 1-е правило Василия Великого, патриарх Московский Сергий (Страгородский) писал: «в основе распределения инославных обществ по трём чинам лежит степень отчуждённости их от Церкви, зависящая в свою очередь от степени искажения ими церковного учения и порядка. Совершенно отчуждившихся Церковь считает не-христианами и при приёме перекрещивает. С отчуждившимися же не совсем, Церковь сохраняет какую-то связь, имеет „как бы некоторое правило общения“, признавая действительными некоторые из их таинств».
В новейшее время в поместных православных церквях существует практика акривии (строгости) по отношению к некоторым раскольническим группам. Так, на Украине имелись прецеденты повторного крещения верующих, возвращающихся из раскола: в Украинской православной церкви Московского патриархата совершались крещения над бывшими членами УПЦ КП и УАПЦ. Также в январе 2006 года Синодальная комиссия по догматическим и каноническим вопросам Элладской православной церкви признала допустимость отказа в признании действительности крещений старостильников.

## Раскол в протестантизме

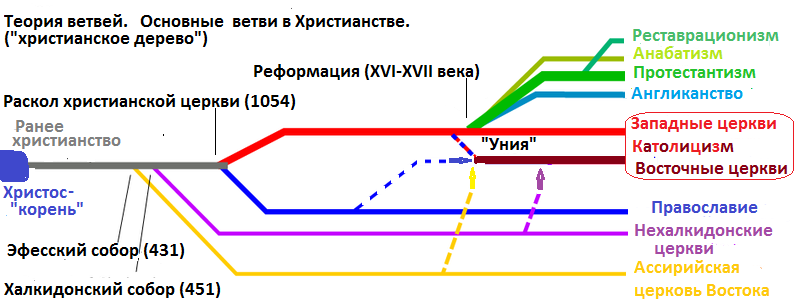
Схема, изображающая «теорию ветвей» в христианстве

В соответствии с учением основоположников Реформации Мартина Лютера и Жана Кальвина христианские церкви могут быть как истинными, так и ложными. Таинства и проповедь истинной Христовой Церкви должны соответствовать Священному Писанию. По мнению Лютера исторические христианские церкви могут не принадлежать к истинной Церкви Христа, в то же время отдельные верующие могут принадлежать к истинной «невидимой Церкви». Богословские принципы протестантизма Sola Scriptura (об авторитете Библии) и Sola fide (о важности личной веры) фактически сняли вопрос о «границах Церкви». Противостояние протестантизма католическому богословию привело и к различному пониманию вопросов сотериологии и экклезиологии. В противовес мнению католиков о невозможности спасения вне границ Римской церкви, протестанты на основе принципа Solus Christus провозгласили, что для спасения достаточно лишь крестной жертвы Иисуса Христа. В истории протестантизма многочисленные разделения его конфессий во многом стали следствием самих богословских идей протестантства. Так, в исторических церквях Реформации для церковного единства необходимы «проповедь Евангелия и совершение таинств в соответствии со Словом Божиим». Однако различные интерпретации Священного Писания привели к разделениям и появлению множества конфессий. Так, российский миссионер, публицист и богослов Андрей Кураев считает это главным фактором расколов в протестантизме:

«Мир протестантов, отказавшись от следования древним церковным преданиям, мгновенно раскололся на тысячи и тысячи различных групп, каждая из которых называет себя единственной истинно библейско-христианской. Историки религии и философии знают, что единство текста гарантируется только единством герменевтической традиции; в противном случае начинается бесконечная множественность интерпретаций и — как следствие — расколы».
Развитие протестантской концепции «невидимой церкви» в англиканстве привело к формированию теории ветвей. Согласно данному учению христианская церковь состоит из трёх равнозначных ветвей: римской, греческой и англиканской. Со временем, в рамках развития либеральной теологии, данная теория эволюционировала до признания равнозначного положения всех христианских конфессий и деноминаций.
Разделения внутри протестантских деноминаций также как и в других христианских конфессиях связаны с богословскими, политическими, экономическими и рядом других причин. Так, например в 1914 году произошёл раскол у адвентистов седьмого дня в Германии по вопросу участия членов движения в боевых действиях Первой мировой войны. Также поводом для расколов в протестантских деноминациях стало отношение к рукоположению женщин и гомосексуализму. К примеру, в 2020—2021 годах руководство Объединённой методистской церкви в США приняло решение разделить сообщество на две части из-за различного отношения к гомосексуальным союзам.
Следствием теории о «невидимой Церкви» стало появление экуменической экклезиологии в протестантизме. Экуменические инициативы, инициированные протестантскими деноминациями привели к реальному сближению христианских конфессий в XX веке. Так например, в 1931 году было подписано Боннское соглашение между церковью Англии и старокатолическими церквами Утрехтской унии о евхаристическом общении. На основе экуменических переговоров в 1992 году в Порвоо (Финляндия) церкви англиканского сообщества и лютеранские церкви Европы подписали декларацию о евхаристическом общении. В США, в 1997—1998 годах евангелическая лютеранская церковь в Америке, пресвитерианская церковь, реформатская церковь в Америке и объединённая церковь Христа также подписали «формулу согласия» об интеркоммунионе.

### Расколы в англиканстве
В ходе английской Реформации в XVI—XVII веках, после отделения Церкви Англии от Католической церкви, разделения произошли и в англиканской церкви. От официальной церкви отделились пуритане. Позднее в пуританском движении также произошёл раскол на пресвитериан (желали реформировать церковь) и индепендентов (желали реформировать государство). В 1689 году английский парламент принял Акт о веротерпимости по отношению к отделившимся от англиканской церкви диссентерам (пресвитерианам, конгрегационалистам, баптистам, квакерам).
В новейшее время в Англиканском сообществе произошли церковные разделения по причине либеральных нововведений (женские рукоположения, отношение к ЛГБТ). Данные нововведения привели к череде расколов и переходу части священнослужителей и мирян в консервативные христианские деноминации. В 2003 году в Епископальной Церкви США в епископы был рукоположён гомосексуалист Джин Робинсон. Вследствие этого, в 2005 году в англиканской Церкви Нигерии было основано Собрание англикан Северной Америки, в которое объединились приходы, отделившиеся от Епископальной Церкви США. В 2009 году около 700 консервативных приходов отделились от Епископальной церкви США по причине рукоположения женщин и гомосексуалистов и создали новую юрисдикцию. В 2012 году в Великобритании около 800 консервативных мирян и 61 священник перешли из англиканства в ординариат Уолсингемской Девы Марии, учреждённый Бенедиктом XVI для англикан переходящих в Римско-католическую церковь.

### Расколы в лютеранстве
В лютеранстве юрисдикционные разделения возникают преимущественно на почве богословских споров. Отсутствие канонического права и разнообразие литургической практики в лютеранстве привело к тому, что расколы возникали исключительно на почве богословских споров. В 1520-х годах богословские споры о таинстве евхаристии между Лютером и Цвингли фактически привели к расколу между протестантами. После смерти Цвигли и принятия компромиссного Виттенбергского согласия (в котором упоминалось реальное присутствие тела Христа в хлебе евхаристии) в 1536 году, раскол был частично преодолён. Однако радикальные цвинглиане отказавшись принимать данное соглашение фактически отделились от лютеранства. Провозглашение интерима привело к расколу среди лютеран на сторонников Меланхтона («филиппистов») и его противников («гнесиолютеран», т. е. подлинных лютеран). Данный раскол был преодолён принятием Формулы согласия в 1577 году.
В истории лютеранства в США также происходили разделения. Массовая эмиграция из европейских стран привела к тому, что к 1875 году в США существовали 58 различных лютеранских синодов. В середине XX века начался процесс объединения различных национальных лютеранских церквей. В 1960 году Американская лютеранская церковь (немецкая), Объединённая евангелическо-лютеранская церковь (датская) и Евангелическо-лютеранская церковь (норвежская) объединились в Американскую лютеранскую церковь. В 1976 году из-за доктринальных разногласий от Миссурийского синода отделилась Ассоциация евангелических лютеранских церквей.
Причинами разделений в лютеранских церквях становится также отношение к гомосексуализму и рукоположение женщин. К примеру, c 1993 года в Евангелическо-лютеранской церкви Латвии запрещено рукоположение женщин, при этом в лютеранской церкви Латвии заграницей проводится посвящение женщин в священнический сан. В 2016 году это привело к переходу прихода Св. Креста в Лиепая в зарубежную церковь.

## Раскол в доэфесских и нехалкидонских церквях

### Расколы в доэфесских церквях

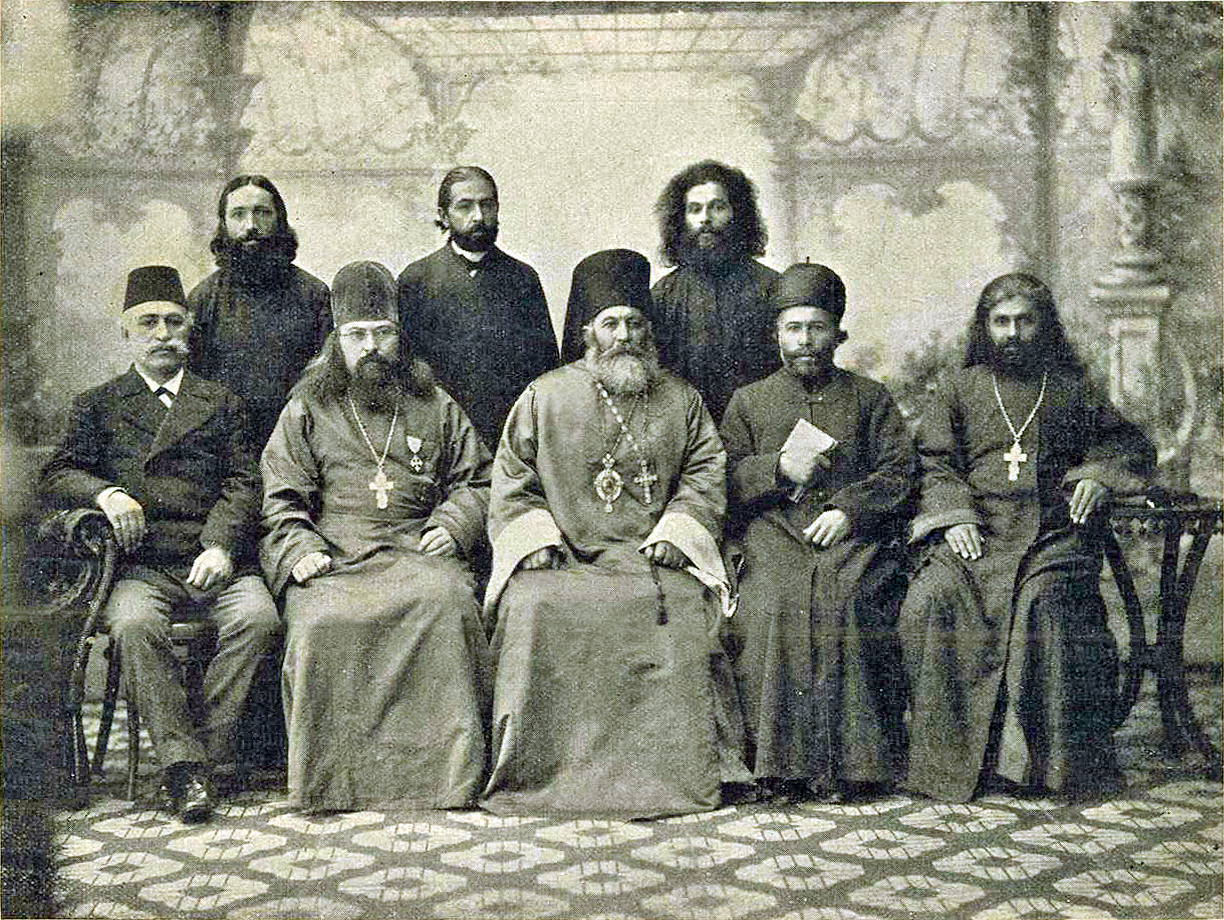
Митрополит Мар Иона со священниками Церкви Востока после присоединения к православию. 25 марта 1898 года

Непринятие итогов Эфесского собора восточно-сирийской церковью привело к её расколу с церковью Византийской империи. После этого отделения, в «несторианской церкви» произошёл раскол (521—539), вызванный, как и последующие, спорами о наследовании патриаршего престола. Конфликты канонического характера (правила наследования патриаршего престола) и миссионерская деятельность Католической церкви привела к тому, что в XVI веке в Церкви Востока произошёл раскол, в ходе которого значительная часть паствы и священнослужителей вступила в унию с Римско-католической церковью. В Месопотамии и Иране была образована Халдейская церковь (1830), а в Индии — Сиро-малабарская церковь (1923). Помимо «воссоединений» с Католической церковью, расколы в Церкви Востока происходили также в связи с переходом клириков и мирян в Православную церковь (1898) и протестантские деноминации (XIX—XX века). В середине XX века Ассирийская церковь Востока вновь пережила раскол по каноническим причинам: в 1960 году в церкви начались реформы, включающие принятие григорианского календаря, сокращение Великого поста и изменения в литургии. На Ближнем Востоке «западные» реформы не поддержали, и по инициативе группы оппозиционных епископов в 1968 была образована Древняя Ассирийская церковь Востока. В 2015 году патриарх Халдейской католической церкви Луис Рафаэль I Сако обратился к Ассирийской церкви Востока и отколовшейся от неё Древней Ассирийской церкви Востока с призывом об объединении и воссоздании единой Церкви Востока под властью папы. Ассирийская церковь Востока отказалась от этого предложения и данная инициатива не была реализована.

### Расколы в нехалкидонских церквях
Отделение церквей «монофизитской» традиции после Халкидонского собора 451 года произошло по богословским, этно-политическим и культурным причинам. Создание независимых церковных структур «монофизитов» и отделение от византийской церкви в Сирии и Египте стало реакцией на эллинизацию и притеснение имперской властью. Так, патриарх Сиро-яковитской церкви Михаил I (XII век) писал о гонениях на нехалкидонитов византийского императора Ираклия (610—641): «Он (император) отдал письменный приказ повсюду в империи тем, кто не признаёт Халкидонского собора, отрезать носы и уши, а дома их должны быть разрушены». Помимо сирийской и египетской (коптской) церквей, к противникам халкидонского христианства также присоединились церкви Армении и Эфиопии, которые образовали сообщество нехалкидонских церквей. После отделения от церкви Византии, разделения в «монофизитских» церквях продолжились по богословским причинам. В 523 году в сирийской церкви произошёл раскол между последователями Севира Антиохийского и Юлиана Галикарнакского по вопросу нетленности тела Христа. В VII и последующих веках в Армянской церкви происходили расколы по вопросам принятия и отторжения халкидонского богословия. В период Средневековья и Нового времени церковные расколы в нехалкидонских церквях происходили по причинам проведения политики унионизма Католической церковью. Миссионерская деятельность католиков в Османской империи и Африке привела к церковным разделениям в «монофизитских» церквях и образованию ряда восточнокатолических церквей: Коптской (1741), Армянской (1742), Сирийской (1782) и Эфиопской (1847), также деятельность протестантов привела к расколам в дохалкидонских церквях и образованию евангелических церквей у армян, коптов и эфиопов. Помимо этого разделения в дохалкидонских церквях происходили по каноническим и политическим причинам: раскол между автокефальной Маланкарской и сирийской Маланкарской церквями в Индии (преодолён в 1975 году), фактическое отделение Эфиопской церкви от Коптской без дарования автокефалии (1930-е—1959). После самопровозглашённой автокефалии Эритрейской церкви (от Эфиопской церкви) по причине рукоположений коптскими иерархами эритрейских епископов и патриарха возник временный раскол между Коптской и Эфиопской церквями (1994—2007).
Разделения в нехалкидонских церквях происходят также в связи с деятельностью отдельных иерархов. Примером такого рода разделения может служить конфликт коптского патриарха Шенуды III и игумена монастыря Макария Великого Матты эль-Маскина, который был отлучён от Коптской церкви.